# 岡野 (大奥女中)
岡野（おかの、1604年（慶長9年） - 1676年8月22日（延宝4年7月13日））は、江戸時代初期の大奥女中（筆頭老女）。父は御典医の宗仙法印。養子は高松藩士・能勢小原太。

## 生涯
宗仙法印の二女として生まれる。父の法印は、織田信長・豊臣秀吉・徳川家康の3代に渡って仕えた御典医である。江戸幕府2代将軍である徳川秀忠の御代より大奥に入り、徳川家光・徳川家綱に仕える。特に家光からの信任は厚かった。
1676年8月22日（延宝4年7月13日）、73歳で病没。墓所は東京都荒川区西日暮里にある南泉寺。戒名は栄寿院殿松岩慧昌大姉。岡野が病没した際は、家光は深く哀悼し永代回向のため、南泉寺に葵の紋章使用を許し、朱印寺として遇した。1686年（貞享3年）には岡野の遺言で朱印地三十石を南泉寺に賜る。将軍自ら墓参したが、これは臣下の墓へ前例のないことだと記されている。